# Vespadelus
Vespadelus ist eine Gattung in Australien verbreiteter Fledermäuse in der Unterfamilie der Eigentlichen Glattnasen. Die Arten wurden bis in die 1990er Jahre den Gattungen Breitflügelfledermäuse (Eptesicus) oder Zwergfledermäuse (Pipistrellus) zugeordnet. Der wissenschaftliche Gattungsname war nach seiner ersten Einführung 1934 durch Iredale und Troughton ein nomen nudum. Erst 1943 verfasste Ellis Le Geyt Troughton eine Beschreibung, die von anderen Zoologen anerkannt wurde. Der Name ist aus dem lateinischen Wort vesper (Abend) und dem altgriechischen Wort adelos (versteckt) zusammengesetzt.

## Merkmale
Diese Fledermäuse sind mit einer Unterarmlänge von 26 bis 37 mm und einem Gewicht von 3 bis 7 g sehr klein. Das Fell der Oberseite ist je nach Art und Population graubraun, mittelbraun, hellbraun oder rotbraun, während die Unterseite heller ist. Nackte Bereiche im Gesicht, die Ohren und die Flughäute haben eine dunkle bis schwarze Färbung. Manchmal ist die Schwanzflughaut behaart. Die Kleine Waldflerdermaus (Vespadelus vulturnus) legt vor dem Winter Fettreserven an. Typisch sind eine kurze Schnauze und kleine Ohren.

## Arten und Verbreitung
Die IUCN unterscheidet folgende Arten:
- Die Baverstock-Waldfledermaus (Vespadelus baverstocki) hat zwei große Populationen über Australien verteilt.
- Die Nördliche Höhlenfledermaus (Vespadelus caurinus) bewohnt das nördliche Australien.
- Die Große Waldfledermaus (Vespadelus darlingtoni) kommt im Südosten Australiens und auf Tasmanien vor.
- Die Gelblippen-Höhlenfledermaus (Vespadelus douglasorum) hält sich in der Region Kimberley auf.
- Die Finlayson-Höhlenfledermaus (Vespadelus finlaysoni) fehlt in Australien nur in New South Wales und auf Tasmanien.
- Die Östliche Waldfledermaus (Vespadelus pumilus) ist die Typusart der Gattung. Sie lebt an Australiens Ostküste.
- Die Südliche Waldfledermaus (Vespadelus regulus) bewohnt Australiens Süden und Tasmanien.
- Die Troughton-Waldfledermaus (Vespadelus troughtoni) kommt im nordöstlichen New South Wales und östlichen Victoria vor.
- Die Kleine Waldfledermaus (Vespadelus vulturnus) ist hauptsächlich in New South Wales sowie in angrenzenden Gebieten und auf Tasmanien heimisch.

## Lebensweise
Die Habitate variieren je nach Art. Vespadelus-Arten ruhen gewöhnlich in Höhlen, unter Felsüberhängen oder selten in Gebäuden. Sie jagen kleine Insekten.

## Gefährdung
Geringere Bedrohungen sind nur von lokaler Natur. Die IUCN listet alle Arten als nicht gefährdet (least concern).